# Hyltesjön, Halland
Hyltesjön är en sjö i Halmstads kommun i Halland och ingår i Nissans huvudavrinningsområde.